# Helina balsaci
Helina balsaci este o specie de muște din genul Helina, familia Muscidae. A fost descrisă pentru prima dată de Seguy în anul 1946. Conform Catalogue of Life specia Helina balsaci nu are subspecii cunoscute.